# Carquefou
Carquefou – miejscowość i gmina we Francji, w regionie Kraj Loary, w departamencie Loara Atlantycka.
Według danych na rok 2010 gminę zamieszkiwało 17 805 osób, a gęstość zaludnienia wynosiła 410 osób/km².